# Aeroportul Evelio Javier
Aeroportul Evelio Javier (IATA: EUQ, ICAO: RPVS) este un aeroport din San Jose de Buenavista⁠(d), Antique⁠(d), Western Visayas⁠(d), Filipine ce deservește zona San Jose de Buenavista⁠(d). Aeroportul a fost tranzitat în 2022 de 12.146 de pasageri. A fost numit după Evelio Javier⁠(d).
Situat la o altitudine de 7 m, aeroportul dispune de o singură pistă. Este operat de Civil Aviation Authority of the Philippines⁠(d).